# Le Suchet
Pour les articles homonymes, voir Suchet.
Le Suchet est un sommet du Jura vaudois qui culmine à 1 588 mètres d'altitude. Son sommet se trouve sur le territoire de la commune de Rances.

## Géologie

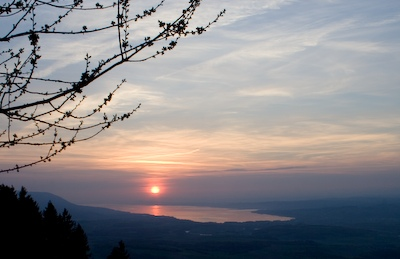
Lever de soleil sur le lac de Neuchâtel depuis la Matoule/Suchet

Le Suchet est l'un des deux crêts de l'anticlinal du Suchet (l'autre étant les aiguilles de Baulmes), il domine de plus de 1 000 m le bassin lémanique qui s'étend à l'est. La structure de l'anticlinal auquel appartient le Suchet est organisée en deux crêts opposés séparés par une combe axiale. Le Suchet est constitué de calcaires du Jurassique supérieur, tandis que la combe axiale est creusée dans les marnes et les marno-calcaires du Jurassique moyen. Les sols du sommets du Suchet laissent apparaître les calcaires kimméridgiens, car les conditions climatiques du crêt (plus de 1 200 mm de précipitations/an) favorisent les processus d'érosion qui empêchent le développement du sol sur le substrat.